# José Cubiles
José Antonio Cubiles Ramos, appelé plus souvent José Cubiles né le 15 mai 1894 à Cadix et mort le 5 avril 1971 à Madrid, est un pianiste et chef d'orchestre espagnol.

## Biographie
Il a commencé très jeune à jouer du piano, dès l'âge de cinq ans et, vu son talent, le directeur de l'école de musique de Cadix l'a encouragé et a veillé à l'éducation pianistique et musicale de son jeune élève. Suivant la progression de sa formation, José Cubiles est allé à Madrid, où protégé par l'infante doña Marie-Isabelle de Bourbon, il est entré au conservatoire de la ville pour suivre des cours de théorie musicale et de piano avec Pilar Fernández de la Mora. Ses brillantes études lui ont permis d'obtenir par des prix extraordinaires en solfège, piano et harmonie. 
Par la suite il est parti à Paris, pour prendre des leçons avec Louis Diémer. En 1914, il a obtenu le premier prix de piano du Conservatoire national de musique et de déclamation. Deux ans plus tard, il a été nommé professeur au Conservatoire royal supérieur de musique de Madrid et, sans négliger son travail d'enseignant, il a commencé sa carrière internationale de concertiste. Il a donné des récitals, a été invité comme soliste pour des concerts avec des orchestres divers et a joué de la musique de chambre avec des musiciens tels que Jacques Thibaud, Paul Kochanski, Manuel Quiroga Losada et Gaspar Cassadó. 
Restent mémorables ses interprétations de compositeurs aussi bien espagnols (comme Isaac Albéniz, Enrique Granados ou Joaquín Turina) qu'européens (en particulier Frédéric Chopin). Il a entretenu une grande amitié avec Manuel de Falla, pour qui il a créé en 1916 à Madrid les Nuits dans les jardins d'Espagne, avec l'orchestre symphonique de Madrid, dirigé par Enrique Fernández Arbós. Joaquín Turina lui a dédié ses Cinq danses gitanes op. 55 (1932).
À côté de sa renommée internationale comme pianiste, il ne faut pas oublier celle de chef d'orchestre. C'est ainsi que José Cublies a dirigé différents orchestres, non seulement en Espagne, mais également à l'étranger, dont l'Orchestre philharmonique de Berlin. 
En 1943 il a obtenu la chaire de virtuosité du Real Conservatorio Superior de Música de Madrid. Cette même année, il est devenu professeur de l'Académie royale des beaux-arts de San Fernando. 
Parmi ses nombreux élèves, certains sont devenus des musiciens de premier plan, comme Rafael Orozco, Joaquín Achúcarro, Guillermo González Hernández, María Engracia Gil, María Orán, Gonzalo Soriano et Manuel Carra.

## Distinctions
- Grand-croix de l'ordre d'Alphonse X le Sage
- Chevalier de la Légion d'honneur (France)
- Membre de l'Académie royale des beaux-arts de San Fernando